# روبرتو أغيلار هرنانديز
روبرتو أغيلار هرنانديز (بالإسبانية: Roberto Aguilar Hernández)‏ هو سياسي مكسيكي، ولد في 29 أكتوبر 1964 في المكسيك. حزبياً، نشط في الحزب الثوري المؤسساتي. وقد انتخب عضو مجلس النواب المكسيك.